# Ibn Abd-al-Wahhab
Muhàmmad ibn Abd-al-Wahhab ibn Sulayman at-Tamimí (àrab: محمد بن عبد الوهاب بن سليمان التميمي, Muḥammad ibn ʿAbd al-Wahhāb ibn Sulaymān at-Tamīmī), més conegut simplement pel seu nàssab com Ibn Abd-al-Wahhab (al-Uyayna, actual Aràbia Saudita, 1703 - Dariyya, 1792) va ser un teòleg musulmà que és a l'origen del corrent religiós anomenat wahhabisme.
Era el descendent d'una família d'erudits religiosos sunnites i va rebre una educació tradicional hanbalita, l'escola teològica i jurídica predominant al Najd, la seva regió natal. Va estar profundament influït per les obres d'Ibn Taymiyya, un erudit del segle xiv pertanyent a aquesta escola, que condemnava diferents creences, interpretacions i pràctiques musulmanes tradicionals, considerades com heterodoxes o innovadores.
Durant els seus viatges a través de Síria i Pèrsia, es van anar confortant els seus prejudicis envers els xiïtes i els kharijites, ja vehiculades pel hanbalisme, així com per les pràctiques dels sufís però també per certes de les integrades pel sunnisme, com ara l'especulació teològica (kàlam) i el consens comunitari (ijmà), entre d'altres.
Va desenvolupar la convicció que l'únic islam pur era aquell practicat per les tres primeres generacions de musulmans (sàlaf), que tota la tradició posterior corrompia la fe i que les úniques fonts fiables de la religió eren l'Alcorà i els hadits. Així va condemnar la gnosi i les representacions musicals (sama) sufís, i també la visita i les pregàries a les tombes de sants (ziyara), que considerava com una idolatria. També es va oposar a "aquelles escoles (màdhhab) que es consideraven una autoritat absoluta i inqüestionable" i va condemnar el taqlid, la font de referència religiosa basada en la decisió dels erudits. Arran d'això, la jurisprudència (fiqh) desenvolupada pel seu moviment esdevingué diferent de la de les escoles oficials.
Ibn Abd-al-Wahhab va convidar els musulmans a unir-se al que considerava la forma perfecta de l'islam, i el seu objectiu principal era poder instaurar un Estat teocràtic, cosa que va aconseguir gràcies a la seva trobada amb Muhàmmad ibn Saüd, a l'origen de l'actual dinastia saudita.

## Dades biogràfiques
Poc abans del 1740 es va instal·lar amb el seu pare Abd-al-Wahhab a Huramila, on va compondre la seva primera obra sobre la unitat de Déu (tawhid) i va començar a predicar. Mort el seu pare, Muhàmmad va abandonar Huramila i va anar a al-Uyayna, governada per Uthman ibn Bixr, de la tribu dels muammars. Va estendre la predicació als oasis de Dariyya, Ar-Riyad i Manfuha i va aconseguir alguna adhesió. Dariyya era governada per Muhàmmad ibn Saüd, dos germans del qual es van unir al reformador.
Sota pressió dels Banu Khalid d'Al-Ahsà i dels xiïtes de la costa del golf, Muhàmmad ibn Abd-al-Wahhab va abandonar Uyayna i es va instal·lar a Dariyya, on amb el suport de dos germans de l'emir va guanyar a la seva causa al fill d'aquest, Abd-al-Aziz ibn Muhàmmad. Finalment, el mateix emir fou convertit i l'any 1744 es va establir un pacte de fidelitat mútua (baya) que convertia el wahhabisme en el sistema que regia oficialment l'emirat i s'obligaven a fer triomfar la "paraula de Déu" fins i tot per les armes.
Les conquestes dels territoris veïns fetes per l'emir i els seus descendents, incloent les dues ciutats santes de l'islam, la Meca i Medina, van eixamplar el país i alhora el pes del wahhabisme. Aquest emirat va esdevenir un regne que més tard seria l'actual Aràbia Saudita.
L'activitat de Muhàmmad ibn Abd-al-Wahhab va continuar fins a la seva mort el 1792 tant en el domini polític com en el religiós. Va escriure llibres de teologia i va ensenyar a la mesquita de Dariyya, i fou conseller de Muhàmmad ibn Saüd fins a la mort d'aquest el 1765, i després del seu fill i successor Abd-al-Aziz ibn Muhàmmad (mort el 1801).
Els seus fills i descendents van continuar la seva obra religiosa. El fill Abd-Al·lah ibn Muhàmmad ibn Abd-al-Wahhab va acompanyar a Ibn Saüd en la conquesta del Hijaz (1805/1806) va deixar escrites una relació de doctrines dels duodecimans i dels zaydites. Un dels seus nets, Sulayman ibn al-Wahhab, fou cadi de Dariyya i fou molt hostil envers els otomans, amb els quals va prohibir tot contacte; Ibrahïm Paixà quan va conquerir Dariyya el 1818 el va fer executar, mentre el seu germà Alí, perseguit pels egipcis, va ser mort a Kharj.
Les seves obres principals forem el Kitab al-Tawhid, el Kitab al-Ussul at-thalatha, el Kitab Kaixf aix-xubuhat i el Majmuat al-hadith an-najiyya.

## Font
- Per la introducció: entrada "wahhabites." Microsoft ® Encarta ® 2007.